# 托马斯·灿德尔
托马斯·灿德尔（德語：Thomas Zander，1967年8月25日—），德国男子摔跤运动员。他曾代表德国参加1992年、1996年和2000年夏季奥林匹克运动会摔跤比赛，其中1996年奥运会获得一枚银牌。